# .io
.io es el dominio de nivel superior geográfico (ccTLD) para el Territorio Británico del Océano Índico. Google actualmente trata el dominio .io como un dominio de nivel superior genérico porque «usuarios y webmasters suelen ver el dominio de un modo más genérico y no como un dominio geográfico».
.io suele usarse para formar una palabra entera o con un sentido concreto al leerla junto con los caracteres anteriores al punto (lo que se denomina un domain hack), donde io se asocia con la sigla inglesa para input output (entrada-salida). Principalmente se usa en videojuegos de navegador masivos en línea como agar.io, slither.io y diep.io.